# F.C. Svendborg
|  | Sammenskrivningsforslag Artiklen F.C. Svendborg er foreslået føjet ind i SfB-Oure FA. (Siden maj 2021) Diskutér forslaget |

Dette er en historisk artikel.
Nuværende klubnavn er SfB-Oure FA.
Football Club Svendborg (forkortet F.C. Svendborg, FCS) var en professionel eliteoverbygning af Svendborg forenede Boldklubber i årene 2008 - 2017. Herefter gik klubben tilbage til sit oprindelige navn og spillerdragt.
F.C. Svendborg var som sin forgænger hjemmehørende i den vestlige del af Svendborg på Fyn og omfattede et divisionshold på 1. herreseniorniveau, et U/21-hold, et ynglingehold (U/19) samt et juniorerhold (U/17). Det sydfynske mandskab afviklede alle deres hjemmebanekampe på Høje Bøge Stadion, der har en samlet stadionkapacitet på godt 7.000 tilskuere.
F.C. Svendborg blev etableret som den professionelle eliteoverbygning af Svendborg forenede Boldklubber (S.f.B.) og trådte officielt i kraft den 1. juli 2008 med sportslig virkning fra og med starten på 2008/09-sæsonen. Svendborg fB's resterende fodboldhold på seniorplan samt på ungdomsplan er fortsat organiseret under moderklubben (stiftet den 2. april 1901) og optræder således under dennes klubnavn samt sort/hvid-farvede spilledragt i de lavererangerende rækker og turneringer. Svendborgenserne er medlem af det lokale fodboldforbund Fyns Boldspil-Union (FBU) og derigennem organiseret under Dansk Boldspil-Union (DBU).

## Klubbens historie

### Moderklubbens bedrifter
I foråret efter århundredeskiftet foranledigede cricket-spillet en gruppe unge drenge at danne klubben "Fønix", som i 1901 omdøbtes til "Union" samtidig med at klubbens stiftelsesdato fastsattes til den 2. april 1901 grundet 100-års dagen for Slaget på Reden. Efter stiftelsen af foreningen, begyndte man i det små som en af de første foreninger i Svendborg at spille fodbold, som gradvist fortrængte interessen for cricket. Svendborg-klubben meldte sig ind i Fyns Boldspil-Union (FBU) i 1906 to år efter lokalforbundets stiftelse, da man officielt optog fodbold i klubben, hvis første kamp i FBU-regi, iført en spilledragt bestående af sorte bukser og rød/hvid tværstribede trøjer og med hjemmebane på Nyborgvej Stadion, blev en 5—0 sejr over nordfynske Start Otterup fra Otterup. I sommeren 1915 tog man navneforandring til Svendborg Boldklub (SB). Ved at vinde de lokale runder arrangeret af lokalunionen formåede den svendborgensiske fodboldklub at kvalificere sig som Fyns Boldspil-Unions klubrepræsentant til deltagelse i 1925/26-sæsonen af Landsfodboldturneringen. Her blev det til en enkelt kamp den 30. maj 1926, som blev afviklet i Vejle, i anden runde af turneringen i Provinsen mod Jydsk Boldspil-Unions repræsentant Horsens fS, hvor man tabte med cifrene 3—1.
Svendborg Boldklub optog i 1953 en bordtennisafdeling (og et medlemskab af Fyns Bordtennis Union), men det var et bekendtskab, som kun varede et par år, hvor man i perioden havde en anden Svendborg-klub, Kammeraternes Boldklub, som direkte konkurrent. Kammeraternes Boldklub (KB) blev dannet den 24. marts 1954 gennem en fusion af sportsforeningerne Fremad (stiftet i 1938), som op gennem 1940'erne var byens dominerende klub indenfor bordtennis og Frem (stiftet i 1926 som Arbejdernes Boldklub (AB), men ændrede navnet til Frem i 1932) og fik hjemmebane på Skovsbovej Stadion. Svendborg Boldklub var i flere omgange tæt på at spille sig op i 3. division (Danmarksturneringens daværende tredjebedste række) via Danmarksseriens forgænger, Kvalifikationsturneringen (i folkemunde også kaldet 4. division), mens Kammeraternes Boldklub ikke nåede højere op end til Fynsserien. I perioden 1961—1962 besluttede "borgerskabets klub" Svendborg Boldklub og den såkaldte "arbejdernes klub" Kammeraternes Boldklub at foretage en fuldstændig sammenlægning af klubberne og fortsætte under det nye klubnavn, Svendborg forenede Boldklubber (SfB) og bibeholde den oprindelige officielle stiftelsesdato for Svendborg Boldklub. Svendborg fB fik et nyt idrætsanlæg i 1970 i skikkelse af Høje Bøge Stadion, som efterfølgende blev taget i brug som klubbens nye officielle hjemmebane i turneringssammenhæng.
Tre år efter sammenlægningen med naboklubben lykkedes det fusionsklubben at kvalificere sig til Danmarksturneringen i fodbold for første gang i SfB's historie ved at sikre sig oprykning til den daværende 3. division i 1964-sæsonen. Man mistede midlertidigt divisionsstatus med nedrykningen til den nyoprettede Danmarksserie udenfor divisionerne (fjerdebedste række) i 1967-, 1968- og 1970-sæsonerne. I 1969 fik man tilgang af en ny træner Richard Møller Nielsen (ansattes sidenhen som landstræner for Danmarks A-landshold i fodbold), som ledte svendborgenserne til et mesterskab af 3. division Vest og yderligere oprykning til 2. division i 1972-sæsonen (daværende næstbedste række) for første gang i klubhistorien. Fra og med 1971-sæsonen frem til og med 2002/03-sæsonen havde holdet en uafbrudt årrække i divisionerne med blandt andre angriberen John Eriksen (1975—1977, 1991—1993) og under ledelse af cheftræner Viggo Jensen (1982—1987), som medvirkede til at sikre klubbens tredjebedste sæson i 1. division 1986. Det er fra starten af denne periode, hvor klubbens tilskuerrekord med godt 8.000 tilskuere på Høje Bøge Stadion den 9. november 1975 fandt sted i forbindelse med en lokalopgør i slutningen af 1975-sæsonen i 2. division (den daværende næstbedste fodboldrække) mod de senere oprykkere fra Odense Boldklub. Svendborg fB har ikke formået at deltage i den bedste række under DBU's divisionsstruktur, men har derimod spillet i den næstbedste række i femten sæsoner og været placeret i den tredjebedste fodboldrække i 26 sæsoner. Efter 2002/03-sæsonen at have mistet sin status som divisionsklub blev det til yderligere sportslig nedrykning til den daværende femtebedste fodboldrække, Kvalifikationsrækken, i efterårssæsonen 2004 som resultat af en sidsteplads i Danmarksserien 2003/04 og de heraf følgende økonomiske problemer med et stort underskud, stop for kontraktfodbold og spillerflugt.
Økonomien og egenkapitalen i SfB Prof ApS blev dog bragt på fode igen på en ekstraordinær generalforsamling den 26. november 2004 gennem en kapitaltilførsel fra amatørafdelingen i SfB, som bevarede anpartsmajoriteten, og virksomheder i det sydfynske erhvervsliv, således at klubben på ny ville være berettiget til at få en licens fra Dansk Boldspil-Union til kontraktfodbold i tilfælde af en senere divisionsoprykning. Sydfynboerne vandt sin pulje i Kvalifikationsrækken i forårssæsonen 2005 og vendte tilbage i Danmarksserien. Det blev til en 5. plads (placeret efter fire reservehold) i Danmarksserien i 2006/07-sæsonen, hvor man længe spillede med om en oprykningsplads under ledelse af trænerparret gennem de sidste fem år, cheftræner Ole Pedersen og spillende assistenttræner (og tidligere professionel fodboldspiller i Superligaen og udlandet) Graham Easter. Efter fem års fravær formåede førsteholdet i 2007/08-sæsonen på ny at hente divisionsfodbold til Høje Bøge Stadion med en placering over oprykningsstregen (2. plads) i Danmarksserien ene pulje. SfB's bedste historiske slutplacering fandt sted i forbindelse med 1996/97-sæsonen, hvor holdet opnåede en samlet 3. plads i 1. division, seks point fra direkte oprykning til Superligaen.
I DBU's Landspokalturnering er det lykkedes "de hvide fra Sydfyn" at spille sig frem til to kvartfinaler i henholdsvis 1976/77-sæsonen, hvor man blev sendt ud af den nationale pokalturnering af den nyligt oprykkede københavnske 2. divisionsklub Vanløse IF (den forhenværende næstbedste række) med et udebanenederlag på 3—0, og 1989/90-sæsonen, hvor man på hjemmebane på Høje Bøge Stadion tabte med cifrene 0—3 mod den jyske 1. divisionsklub Vejle Boldklub (den daværende bedste fodboldrække). For Kammeraternes Boldklubs vedkommende var moderklubben ikke en regelmæssig deltager i DBU's Landspokalturnering, hvorimod Svendborg Boldklub gentagne gange i turneringens tidlige sæsoner formåede at spille sig frem til hovedrunderne gennem de indledende lokale kvalifikationsrunder under Fyns Boldspil-Union. Svendborg Boldklubs første opgør i pokalturneringen blev spillet i efteråret 1954 og endte med et 2—1 udebanenederlag mod det daværende serie-mandskab Viborg F.F. Kim Hansen er med sine i alt 378 officielle kampe i løbet af 1970'erne og 1980'erne på førsteholdet den SfB spiller, der sidder inde med kamprekorden i klubben (pr. august 2009).

### Forsøg på sydfynsk elitesatsning
Da det var ved at blive en kendsgerning at 2. divisionsmandskabet fra Svendborg ikke klarede frisag i rækken og ville rykke ud af divisionerne i 2002/03-sæsonen, kom der i de lokale medier og blandt moderklubbens medlemmer i mange omgange forslag frem om at etablere et tættere samarbejde på eliteplan med de omkringliggende fodboldforeninger i Svendborg og på Sydfyn. En tanke, der allerede før 2002/03-sæsonen i 2. division, havde været fremme som mulighed for at tiltrække sig mere sponsorstøtte fra virksomheder med interesse i at støtte en sådan ordning. Hovedbestyrelsen i Svendborg forenede Boldklubber (SfB) mødtes den professionelle afdelings bestyrelse den 14. maj 2008 med en indledende ide om et muligt fælles sydfynsk eliteholdssamarbejde på dagsordenen. Idéerne om en fælles eliteoverbygning — frem for en delvis eller fuldstændig fusion — af klubber fra det sydfynske område var på et meget tidligt stadie inden mødet fandt sted, hvor der var stemning for at oprette et lille udvalg, der skulle arbejde videre med idéen. Udvalget skulle blandt andet tage kontakt med repræsentanter fra de nærliggende mindre klubber, Thurø Boldklub af 1920 og Tved Boldklub i Svendborg Kommune med seniorhold i de lokale serier, for at undersøge. Yderligere planer om et tættere samarbejde viste sig i de kommende måneder dog ikke at blive ført ud i livet, da de omkringliggende fodboldklubber ikke var stemt for idéen.

### Etablering af eliteoverbygning
Oprykningen fra den fjerdebedste danske fodboldrække, Danmarksserien, kreds 1 til Danmarksturneringens 2. division Vest i 2008/09-sæsonen medvirkede til en række organisatoriske ændringer, hvis planlægning havde været undervejs igennem længere tid hos bestyrelsen, for at imødekomme de nye udfordringer forbundet med en tilbagevenden til divisionerne. For at gennemføre en succesfuld genindførsel af kontraktfodbolden i Svendborg fB for første gang siden klubbens nedrykning fra 2. division i 2002/03-sæsonen, planlagde den øverste klubledelse som sit umiddelbare økonomiske mål at anskaffe op mod tre millioner kroner i sponsorindtægter og udvide sponsorstaben omkring eliteafdelingen i Svendborg fB for den efterfølgende sæson. Indtægterne skulle blandt andet gå til at dække lønning af spillere i førsteholdstruppen, en nyansat ekstern sponsorchef, en fysioterapeut med deltagelse i kampe på både udebane og hjemmebane og trænerstaben for både 1. senior, ynglinge og juniorer.
Blandt strategierne for at opnå den nødvendige indtægtsmæssige forøgelse, blev at foretage en navneforandring for 1. seniorholdet og tre ungdomshold, således at de bedste mandskaber fremover gik under navnet F.C. Svendborg. Eliteoverbygningens fundament ville omfatte klubbens fire bedste hold: et divisionshold på 1. herreseniorniveau, et U/21-hold, et ynglingehold (U/19) samt et juniorerhold (U/17), hvis sportslige interesser skulle varetages af det hidtidige anpartselskab bag klubbens eliteafdeling, SfB Elite ApS, som fortsat ville have et nært samarbejde med moderklubben, således at F.C. Svendborg løbende kunne gøre brug af hovedafdelingens amatørspillere. Alle F.C. Svendborg hold fik hjemmebane på Høje Bøge Stadion. Klubbens daværende fodboldmandskab i Fynsserien (også kaldet Albaniserien) fortsatte i praksis under eliteafdelingen med status som divisionsholdets reservemandskab, men skulle fortsætte under moderklubbens holdnavn, med hjemmebane på Hellegårdsvej og iført klubbens traditionelle hvide spilletrøje. Den endelige beslutning omkring Svendborg fB's elitefodboldsatsning for divisionsholdet, U/21, ynglinge (U/19) og juniorer (U/17) blev endeligt taget på den ordinære generalforsamling for den ene struktur i moderklubben, SfB Elite ApS, den 30. maj 2008 og fandt således sted kort forinden selve oprykningen til vestkredsen i 2. division var blevet en realitet. Ungdomsholdene inkluderedes i overbygningens planer, da de betragtedes som en "meget vigtig del" for en fremtidig divisionsstatus i seniorrækken, der i stort omfang skulle bygges på egen avl og fungere som fødekæde til seniordivisionen.
Anpartsselskabet bag elitefodbolden i Svendborg forenede Boldklubber blev registreret hos Erhvervs- og Selskabsstyrelsen den 19. december 1984 under navnet SfB non-amatør ApS med det formål at stå for driften af den professionelle fodboldafdeling og blev sidenhen omdannet til SfB Prof. ApS, før man i foråret 2007 ændrede det til SfB Elite ApS. I sommeren 2001 havde anpartsselskabet bag eliteholdet problemer med økonomien grundet en manglende egenkapital og dermed med at få godkendt spillerkontrakter hos Dansk Boldspil-Union. En ny bestyrelse, med advokat Jens Bertel Rasmussen som ny formand og en række erhvervsfolk, blev hentet ind i august 2001 for at hjælpe til med både det økonomiske og sportslige. Formand og sportsjurist i Svendborg, Jens Bertel Rasmussen, har beskæftiget sig med jura i 25 år og har en fortid i DBU's disciplinærudvalg. Svendborg fB's tidligere mangeårige elitefodboldkeeper og anfører for klubbens førstehold René Sundstrøm stoppede sin aktive seniorkarriere i efteråret 2005, hvorefter han tiltrådte som ny sportschef (bindeled mellem spillertrup og klubbens bestyrelse) i eliteafdelingen med virkning fra og med den 1. januar 2006. Sundstrøm afløste den tidligere sportschef Ulrik Sand Larsen, der var trådt til i august måned 2001 sammen med resten af den daværende bestyrelse fra Team Svendborg.
Elitesatsningens bestyrelsesformand, Jens Bertel Rasmussen, udtalte ved navneskiftet, at man besluttede sig for "at ændre navnet til F.C. Svendborg for at signalere, at det er hele kommunens hold og til gavn for hele det sydfynske område" og for at "sikre en bred opbakning fra hele Svendborg Kommune både sportsligt og økonomisk". Den væsentligste årsag til det nye navn til eliteoverbygningen og ændringerne i den visuelle identitet skulle være at distancere eliteoverbygningen fra Svendborg fB og gøre holdet mere modtagelig overfor et tættere samarbejde med de omkringliggende fodboldforeninger fra Ringe og nedefter og derved få større mulighed for at tiltrække talenter og stærke fodboldspillere fra de øvrige sydfynske fodboldklubber. En fast divisionslicens til F.C. Svendborgs juniorer og ynglinge skulle virke attraktiv for hele det synfynske område med øer, og medvirke til ungdomsafdelingens udvikling i elitemæssig henseende. Der var også en økonomisk bagtanke bag tiltaget med at benytte sig af den internationaliserede forkortelse af fodboldklub (FK) efter den engelske model, idet "[d]et er lettere at sælge et enkelt og markant brand som FC Svendborg til sponsorer". Sponsorerne, pressen og spillertruppen præsenteredes for fremtidsplanerne og en ny websted den 21. juni 2008 ved et sponsormøde på Hotel Svendborg af eliteformanden og næstformanden i det nye F.C. Svendborg Henrik Thulesen. Udgangspunktet for den sportslige målsætning i 2007 var at klubbens elitehold skulle være repræsenteret i divisionerne med 2. seniorholdet i den øverste fynske fodboldrække (Fynsserien), hvilket med oprykningen præciseredes til etablering og fortsat forbliven i 2. division. Ledelsen ledelsen stillede ikke noget decideret krav om yderligere oprykning til 1. division — det bedste niveau moderklubben opnåede at spille sig frem til — indenfor den nærmeste fremtid med mindre en sportslig chance skulle byde sig. På sigt er klubbens mål 1. divisionsfodbold, men prioriteringen er at "være en fast bestanddel af divisionsfodbolden i Danmark" gennem en opbygning af organisationen på ledelsesplan, sponsornetværk, talentarbejde og spillertrup. Samme sommer etableredes tre andre eliteoverbygninger for divisionsklubberne FC Amager, Blokhus FC, FC Vestsjælland og Nordvest FC med stiftelsesdato den 1. juli 2008.

### 2008/2009-debutsæsonen
I 2007/08-sæsonen formåede Svendborg fB at sikre sig en direkte oprykning og tilbagevenden til divisionsfodbold med en samlet andenplads i slutstillingen i Danmarksseriens pulje 1 — en andenplads holdet bibeholdte siden vinterpausen. Fynboernes divisionsstatus sikredes ved en udebanesejr med cifrene 3—1 i Helsingør den 1. juni 2008 over nordsjællandske Elite 3000 — fire spillerunder før sæsonafslutningen — med et forspring på 14 point over oprykningstregen og Nivå Kokkedal FK på tredjepladsen. Med start fra seriekampen på Høje Bøge Stadion mod Nykøbing Falster-klubben B. 1921 (Lolland-Falster Alliancens divisionsreserver) den 26. august 2007 frem til og med opgøret på hjemmebane mod Allerød FK den 8. juni 2008, spillede den sydfynske Danmarksserieklub en uafbrudt serie af kampe uden nederlag, hvilket var en medvirkende årsag til holdets oprykning i sidste ende. Avanceringen til divisionerne skete under ledelse af moderklubbens forhenværende ynglinge- og U/21-træner, Kurt Hansen, der tiltrådte stillingen som cheftræner den 1. juli 2007 sideløbende med et civilt fuldtidsjob. Hansen havde tidligere spillet 72 kampe for Svendborg fB's 2. divisionshold og trænede i 2006/2007 klubbens ynglingehold, hvor mange af spillere nu optræder i førsteholdstruppen. På baggrund af klubbens resultater efter oprykningen fik Hansen ved nytårsskiftet 2008/09 sin trænerkontrakt med 2. divisionsoprykkerne forlænget med yderligere to år frem til og med 30. juni 2011. Assistenttræner og U/21-træner og tidligere divisionsspiller Lars Bech Petersen var ligeledes en del af eliteoverbygningens første cheftrænerteam, som stod bag oprykningen, mens René Sundstrøm efter oprykningen blev engageret som målmandstræner på førsteholdet, sideløbende med stillingen som eliteafdelingens sportchef. Den mangeårige divisionsspiller og tidligere divisionstræner Svend Pedersen overtog stillingen som angrebstræner.
I Kurt Hansens divisionstrup blev der op til den nye sæson i divisionerne ikke foretaget de store udskiftninger, idet hovedparten af spillerne fortsatte, herunder førsteholdets færøske anfører og tidligere landsholdsspiller Julian Johnsson og holdets topscorer med 19 mål (4. plads på topscorerlisten) i Danmarksseriens pulje 1 i 2007/08-sæsonen Jesper Rasmussen. Fire nye spillere (deriblandt den suveræne topscorer i 2007 i FBU's serie 1) trådte ind på førsteholdstruppen fra to andre fynske serieklubber, fodboldafdelingerne i Nyborg G&IF og odenseanske Boldklubben Marienlyst, hvoraf tre af de nye markspillere fik deres officielle førsteholdsdebut i startformationen i 2008/09-sæsonens første officielle turneringsopgør.
Elitesatsningen indledte sin tilværelse efter navneændringen med en sæsonpremiere og sæsonens første fynske lokalopgør i 1. spillerunde den 8. august 2008 på det hjemmelige spillested Høje Bøge Stadion mod Odense Boldklubs Superligareserver (med den tidligere danske landsholdsspiller Morten Bisgaard og den costaricanske landsholdsspiller Christian Bolaños i spillertruppen) i 2. division vestkredsen (med 16 hold vest for Storebælt), hvor det endte med en 2—0 sejr foran 693 tilskuere. Hjemmeholdets første mål blev tilskrevet midterforsvareren Jonas Bertel Rasmussen, som i det 17. minut af 1. halvleg dirigerede bolden videre ind i mål ved bagerste stolpe med sit hovedstød efter at være stødt med frem i feltet ved et hjørnespark. Stillingen forblev 1—0 ved pausen og F.C. Svendborg udbyggede føringen mod OB II, da angriberen Jakob Udesen otte minutter før tid satte et hovedstød ind i det ene målhjørne efter et oplæg fra Theis P. Andersen. Med FCS's placering i vestkredsen i 2. division blev det foruden Odense Boldklub (2—0; 3—0) også til fynske lokalopgør mod Næsby Boldklub (NB taberdømt; 0—3) og oprykkerne FC Fyn (0—3; 1—1), som var den anden part i hjemmebaneopgøret den 16. november 2008, hvor der blev sat sæsonrekord med 2.838 tilskuere. Op til topkampen i efterårssæsonen mod lokalrivalerne FC Fyn på en midlertidig tredjeplads havde svendborgenserne et pointgennemsnit på 1,56 (8 vundne, 1 uafgjort og 4 nederlag) og lå i en periode på andenpladsen i vest-puljen. De orangefarvedes angriber Jesper Rasmussen endte øverst på topscorerlisten i 2. division Vest med sine 20 officielle mål i 2008/09-sæsonen fordelt over 27 kampe — trods godt en måneds skadesperiode i forårssæsonen 2009 — samt et enkelt scoring, DBU ikke har valgt at kreditere ham for.
I samme sæson tildelte Dansk Boldspil-Unions Licensudvalg og Herreeliteungdomsudvalg sydfynske F.C. Svendborg ét et-årigt sportsligt "Wild Card" — frem for en fast spillelicens — til divisionsfodbold for klubbens eliteungdomshold, da de vurderedes til at have tilstrækkelig styrke til at deltagelse i divisionerne; ynglingeholdet i U/19 Divisionen og juniormandskabet i U/17 Divisionen (begge i næstbedste række indenfor aldersgruppen), hvor begge hold (og U/21-holdet) endte sæsonen med en placering i den nedre region af deres respektive rækker. Svendborgensernes eliteungdomsfodboldhold blev oprindeligt ikke tildelt en licens indenfor kategorien B af DBU, som efterfølgende imødekom klubbens anke over deres manglende tildeling af licens – en nyt licenssystem indført i februar 2008 med fokus på træningsfaciliteter som afløser for op- og nedrykning af talentholdene. Ungdomsholdene var en fortsættelse af klubbens forhenværende U/18-hold og U/16-hold, som spillede i den landsdækkende U/16-Divisionen i forårssæsonen 2008. Fodboldunionen licensvurderede i løbet af 2008/09-sæsonen klubben, som den 23. april fik meddelelsen om at betingelserne og kravene for at opnå divisionsstatus var blevet opfyldt og man på dette grundlag havde givet en B-spillelicens til ungdomsholdenes fortsatte deltagelse i Ynglinge-Divisionen og Junior-Divisionen i 2009/10-sæsonen med en fast divisionslicens.
2. divisionsoprykkerne fra Svendborg overvintrerede på en syvendeplads i vestkredsen, der var repræsenteret af seks reservehold for Superligaklubber, og indledte 2009-forårssæsonen med en hjemmebanesejr med cifrene 2—1 den 22. marts 2009 mod de senere oprykkere til 1. division Brabrand IF Brabrand IF Fodbold fra Århusegnen. Målsætning for eliteholdet ved opstarten i 2. division var i første omgang at etablere sig i 2. division og spille sig frem til "34 pointsgrænsen", hvilket blev passeret i forbindelse med det uafgjorte resultat på udebane mod FC Fyn den 3. maj 2009, og derved spille sig fri af en nedrykningstrussel. Svendborg-mandskabet endte sæsonen på en samlet 9. plads midt i tabellen med syv point fra playoff-kampe om oprykning til 1. division efter man kun formåede at hente en enkelt sejr og tre point i sæsonens sidste fem spillerunder og dermed ikke kunne følge op på efterårssæsonens pointhøst på 25 point (15 på hjemmebane og 10 på udebane i efterårssæsonen). Op til 2009/10-sæsonens start blev 25 spillere tilbudt kontrakt under de indledende kontraktforhandlinger med blandt andre F.C. Svendborgs sportschef René Sundstrøm uden at der blev hentet nye spillere udefra.
Det sydfynske holds største sejr skete den 16. maj 2009 på udebane mod AGF's Superligareserver, da man vandt med cifrene 5—0, hvorimod det største nederlag med cifrene 4—2 har fundet sted i tre omgange mod henholdsvis Blokhus FC, Varde IF og Aarhus Fremad. 1. seniorholdet deltog ikke i DBU's Landspokalturnering i 2008/09-sæsonen, da man i den indledende 4. lokale kvalifikationsrunde på udebane blev slået ud af årets pokalturnering af Fynsseriemandskabet fra Stige Boldklub med cifrene 2—0.

### Stabilisering og undergang (2009–2018)
I sæsonen 2009-10 konsoliderede FC Svendborg sig i 2. division efter en stærk forårssæson, hvor klubben fra Sydfyn kun tabte to kampe, hvilket betød, at de endte på syvende pladsen.
Den følgende sæson endte klubben på en endnu syvende plads, hvorefter cheftræner Kurt Hansen forlod klubben for at blive manager for Fyn Serie holdet Tved Boldklub. Træner for U19-holdet Carsten Mikkelsen blev udnævnt, som hans afløser og sagde at hans langsigtede mål var at nå oprykning til den 1. division. Efter en svag start på sæsonen 2011-12 uden sejre i fire kampe vandt Mikkelsen og Svendborg deres første kamp den 4. september 2011 mod Aarup BK (3–1). Dette viste sig at være at være en forbedring da klubben formåede at stabilisere sig resten af efteråret og gik på vinterferie på en midtipladsering i ligaen.
F.C. Svendborg blev nedlagt i 2017.

## Klubbens logo og spilledragt
Samtidig med lanceringen af fremtidsplanerne for eliteoverbygningen under det nye holdnavn F.C. Svendborg for de bedste mandskaber i eliteafdelingen, blev der på generalforsamlingen for SfB Elite ApS den 30. maj 2008 samtidig taget en beslutning om at udskifte moderklubbens traditionelle hvide spilletrøje med en anden farvekombination uden dog at der på mødet endeligt blev taget stilling til det nye farvevalg. Den sydfynske eliteoverbygnings nye dress for den kommende sæson i divisionerne blev præsenteret ved et sponsorarrangement den 21. juni på kursus og konferencecenter Hotel Svendborg i en fremvisning med deltagelse af angriberen Mark Kammersgaard. Eliteklubbens spilledragt skulle udgøres af en markant orange spilletrøje, der suppleres med sorte bukser og sorte strømper. Reserveholdene på seniorplan for F.C. Svendborg-tiltaget og moderklubbens øvrige ungdomshold skulle fortsat afvikle deres hjemmebanekampe på Hellegårdsvej i de sort og hvidklædte spilledragter på trods af at andetholdet praktisk set kom under overbygningens ledelse.
Ledelsen overvejede på et tidspunkt at vælge en sort-hvid stribet spilletrøje i stil med den italienske fodboldklub Juventus F.C., men gik bort fra ideen. I den korte beslutningsproces for at have den nye spilledragt klar inden sommerferien 2008 blev der fortrinsvist set på hvilke farver omegnsklubberne spiller i for at undgå sammenfald med dem, men derudover har der ikke været nogen dybere tanke bag valget af farven orange, som ikke anvendes af mange danske fodboldklubber. Udgangspunktet har dog hele tiden været, at man ønskede at distancere sig fra de traditionelle sort-hvide klubfarver og tilkendegive overfor nye sponsorer og samarbejdspartnere, at et sponsorat gik til at støtte eliteholdene og målsætningen om at blive hele Svendborg Kommunes og det sydfynske områdes hold, trods modstand mod det nye brand blandt moderklubbens medlemmer. Som udebanetrøjer fastholdtes i debutsæsonen de forhenværende sorte trøjer og sorte bukser, men eftersom ingen af holdene i 2. division anvender en lignende farvekombination, blev udebanedragten ikke brugt i stort omfang. FC Nordjylland var den seneste klub i divisionerne til at benytte sig af orange hjemmebanetrøjer med sort bentøj.
Det nye visuelle identitetsskifte kom også i skikkelse af et nyt klubemblem, som ligeledes introduceredes ved sponsormødet i slutningen af juni måned 2008. Hovedparten af logoet ved præsentationen bestod af en gengivelse af Svendborg Kommunes stiliserede byvåben (som igen er en simplificeret version af motivet fra Svendborg bys gamle segl (byvåben) fra år 1362) i sort indenfor feltet af et orangefarvet skjold med afrundet base med en sort kant. I direkte forlængelse af logoets øverste sektion blev eliteoverbygningens navn gengivet på to linjer (1. linje: "F.C." og 2. linje: "SVENDBORG") i store bogstaver af skrifttypen Arial kun adskilt af en vandret linje. Inden begyndelsen på den kommende sæson kom det officielle logo imidlertid gennem en mindre modifikation, hvor klubnavnet kom til at stå samlet på en enkelt linje indenfor en separat boks placeret øverst oppe (ud over skjoldets bredde) samtidig med at forkortelsen "FC" (i en tykkere skrifttype end resten af bogstaverne) ikke længere gjorde brug af to punktummer.
Svendborg fB ansøgte inden sponsorarrangementet fandt sted Udvalget for Kultur og Planlægning i Svendborg Kommune om muligheden for anvendelse af kommunens logo på F.C. Svendborgs nye spillerdragter med virkning fra og med den kommende sæson. F.C. Svendborg begrundede ønsket med at klubben med oprykningen til 2. division "[ønskede] at skabe en ny og markant profil omkring 1. holdet, og samtidig [ønskede] klubben at profilere Svendborg Kommune som Idrætskommune". Svendborg Kommune har per 2008 status som elitekommune, hvilket sker i et samarbejde med Team Danmark om at skabe de rigtige vækstbetingelser for talenter og forbedre vilkårene for eliteklubber. I første omgang ville Svendborg Kommune ikke godkende anvendelsen, men valgte i sidste ende at give den nyoprykkede divisionsklub en godkendelse. Økonomiudvalget i Svendborg Kommune præciserede efterfølgende overfor F.C. Svendborg i hvilke sammenhænge kommunens logo måtte anvendes.

## Førsteholdstruppen

### Nuværende spillertrup
| Målmænd                           | Forsvarsspillere                                                                                                  | Midtbanespillere | Angribere |
| --------------------------------- | --- | --- | --- |
| - 01 Andreas Dyhr - 16 Eldar Grba | - 02 Jacob Møller - 03 Bo Ehlers - 04 Jonas Flindt Rasmussen - 11 Jon Bøgedal - 13 Jakob Jensen - 29 Mads Bartram | - 06 Anders Hjorth - 07 Julian Johnsson (A) - 15 Søren Møller Petersen - 17 Jonas Rahbek - 18 Mark Pedersen - 22 Anders Staldgaard | - 09 Hassan Bashir - 08 Jesper Rasmussen - 10 Mark Kammersgaard - 14 Jakob Udesen - 21 Ulrik Jørgensen - 23 Kaassannguaq Zeeb |

Oversigt delvist sidst opdateret: 09. maj 2011.

### Trænerstaben
| 0Periode       | 0Cheftræner  | 0Assistent(er) | Statistik  | Statistik | Gs.pts    | 0Bedrifter |
| -------------- | ------------ | --- | ---------- | --------- | --------- | ---------- |
| 01. juli 2008— | 0Kurt Hansen | 02009—: Graham Easter (assistent) 02008—: Sven Pedersen (angreb) 02008—: René Sundstrøm (målmand) 02009-: Lars Bech Petersen (2. hold) | 30-14-2-14 | 53-51     | 1,467 pts |            |

Statistik: Antal kampe (vundne, uafgjorte og tabte) og mål for/imod, Gs.pts: Gennemsnitligt antal points pr. kamp (efter 3 point systemet)
Oversigt sidst opdateret: 23. juni 2009.

### Spillertransfers
| 0Sommer 2009 | 0Sommer 2009 |
| ------------ | --- |
|              | 1. Jonas Hvilsom – i/t 2. Martin Madsen – Skiftet til klubbens B-trup 3. Mads Lange – Skiftet til klubbens B-trup 4. Theis Jensen – Skiftet til klubbens B-trup |

| 0Vinter 2008/2009 | 0Vinter 2008/2009                                |
| --- | ------------------------------------------------ |
| 1. Mads Bartram – Hentet i FC Fyn 2. Toivo Vadum – Hentet i Næsby Boldklub 3. Bo Ehlers – Hentet i Herlev IF 4. Martin Madsen – Hentet fra egne rækker 5. Mads Lange – Hentet fra egne rækker 6. Theis Jensen – Hentet fra egne rækker | 1. Theis P. Andersen – Skiftet til Aarhus Fremad |

| 0Sommer 2008 | 0Sommer 2008                                              |
| --- | --------------------------------------------------------- |
| 1. Nikolaj Larsen – Hentet i Svendborg fB 2. Theis P. Andersen – Hentet i Svendborg fB 3. Sebastian Morar – Hentet i Svendborg fB 4. Jacob Møller – Hentet i Svendborg fB 5. Jonas Flindt Rasmussen – Hentet i Svendborg fB 6. Jon Bøgedal – Hentet i Svendborg fB 7. Jakob Jensen – Hentet i Svendborg fB 8. Anders Hjorth – Hentet i Boldklubben Marienlyst 9. Julian Johnsson – Hentet i Svendborg fB 10. Søren Møller Petersen – Hentet i Svendborg fB 11. Jonas Rahbek – Hentet i Svendborg fB 12. Mark Pedersen – Hentet i Nyborg G&IF 13. Jonas Hvilsom – Hentet i Svendborg fB 14. Anders Staldgaard – Hentet i Svendborg fB 15. Jesper Rasmussen – Hentet i Svendborg fB 16. Mark Kammersgaard – Hentet i Svendborg fB 17. Jakob Udesen – Hentet i Boldklubben Marienlyst 18. Ulrik Jørgensen – Hentet i Nyborg G&IF 19. Kaassannguaq Zeeb – Hentet i Svendborg fB | 1. Nikolaj Larsen – Skiftet til Lolland-Falster Alliancen |

Oversigt sidst opdateret: 23. juni 2009.

## Klubbens resultater

### DBU's Landspokalturnering
| Sæson     | Vinder | Finale | Semif. | Kvartf. | 4. runde | 3. runde | 2. runde | 1. runde | Lokale r. |
| --------- | ------ | ------ | ------ | ------- | -------- | -------- | -------- | -------- | --------- |
| 2008-2009 |        |        |        |         |          |          |          |          | SB        |
| 2009-2010 |        |        |        |         |          |          |          |          |           |

Lokale r.: Indledende kvalifikationsrunder administreret af lokalunionerne.

### Danmarksturneringen i fodbold
| Sæson     | Niv | 0Liga0            | Nr  | Statistik | Statistik | 0Topscorer0               | 0Tilskuere0 |
| --------- | --- | ----------------- | --- | --------- | --------- | ------------------------- | ----------- |
| 2008-2009 | 3   | 02. division Vest | 09. | 30-14-2-4 | 53-51     | 0Jesper Rasmussen, 21 mål |             |
| 2009-2010 | 3   | 02. division Vest |     |           |           |                           |             |

Niv: Rækkens niveau i den pågældende sæson, Nr: Slutplacering, Tilskuere: Tilskuergennemsnit på både ude- og hjemmebane.

## Fodnoter
1. ↑  I 1. runde af 1958/59-sæsonen af DBU's Landspokalturnering blev der spillet en kamp mellem en fodboldklub ved navn Kammeraterne og Idrætsklubben Chang Aalborg (som vandt udebanekampen med cifrene 1—7). Det er uvist, hvorvidt der er tale om moderklubben til Svendborg fB, Boldklubben Vejle Kammeraterne, Frederiksberg Kammeraternes Idræts Forening (nu en del af Frederiksberg Alliancen 2000), Boldklubben Standard Kammeraterne (nu en del af Kløvermarkens Forenede Boldklubber) eller en helt femte fodboldklub. Kilde: Henrik Haslund. "Pokalturneringen — alle årene". www.haslund.info. Arkiveret fra originalen 20. oktober 2007. Hentet 20. april 2009.
2. 1 2  Jesper Rasmussen er af Dansk Boldspil-Union officielt blevet krediteret for samlet 20 scoringer i 2. division Vest i 2008/09-sæsonen, hvorimod aviser, statistikere og F.C. Svendborg har valgt at medregne hans scoring i hjemmebaneopgøret den 27. august 2008 mod Næsby Boldklub, som vandt med cifrene 1-2. F.C. Svendborg protesterede kort efter til DBU's disciplinærudvalg over anvendelsen af den ikke-spilleberettigede spiller, Mads Bartram, og Næsby Boldklub endte med at blive taberdømt og F.C. Svendborg noteret som vinder med målscoren 3-0 i henhold til §36.2 i DBU's propositioner, hvorved Jesper Rasmussen står noteret for 21 scoringer. Kilde: Lars Berendt (1. oktober 2008). "Næsby fratages syv points". Dansk Boldspil-Union. Arkiveret fra originalen 4. marts 2016. Hentet 23. juni 2009. og Jesper Helmin (10. juni 2009). "FCS forlænger med kvartet". bold.dk. Arkiveret fra originalen 10. februar 2021. Hentet 23. juni 2009.
3. 1 2 3  Spillerne optrådte med status som amatører i forårssæsonen 2009 og var officielt ikke en del af førsteholdstruppen. Kilde: "F.C. Svendborg: Spillertrup" (liste). www.fcsvendborg.dk. Arkiveret fra originalen 15. februar 2009. Hentet 23. juni 2009.
4. ↑  Forsvarsspilleren "Jonas Flindt Rasmussen" er også kendt under sit tidligere navn "Jonas Bertel Rasmussen", hvilket han optrådte under i den første kamp i F.C. Svendborg-regi.

## Ekstern henvisning
- Wikimedia Commons har flere filer relateret til F.C. Svendborg
- Officiel hjemmeside for F.C. Svendborg Arkiveret 12. februar 2009 hos  Wayback Machine